# 渡辺泰輔
渡辺 泰輔 （わたなべ たいすけ、1942年7月13日 - 2023年12月20日）は、福岡県直方市出身のプロ野球選手（投手）。パームボールが武器。

## 経歴
福岡県出身ながら神奈川県の慶應義塾高校に進学したのは、当時八幡製鐵の監督だった加藤喜作が母校・慶應義塾大学に入れるため説得したもの。2年生の時、1959年の夏の甲子園県予選決勝に進むが、法政二高に敗れる。秋季関東地区大会で優勝し、翌1960年の春の選抜に出場。準々決勝まで進出し、今川敬三投手（早大）を擁する秋田商と対戦するが、延長11回1-2で敗退。同年夏は県予選準決勝で横浜商を相手にノーヒットノーランを達成。しかし決勝では法政二高の柴田勲と投げ合い、延長11回の激闘の末敗れる。法政二高は夏の甲子園で優勝。
慶應義塾大学に進み、東京六大学野球リーグでは3度の優勝に貢献。1年上の石黒和弘、北川公一、同期の井石礼司ら強力打線の援護もあり、1963年春・秋季リーグでは、山崎武昭、龍隆行の二本柱を擁する法大との球史に残る優勝争いの主役となった（春は慶大が優勝、秋は優勝決定戦を法大が制す）。1963年の全日本大学野球選手権大会でも、決勝で新宅洋志、松村正晴らのいた駒大を完封し優勝。1963年春季リーグから3季連続ベストナイン。1964年10月には東京五輪デモンストレーションゲームとして開催された日米大学野球選抜試合にも登板している。リーグ通算46試合登板し29勝9敗、防御率1.33、198奪三振。井石以外の大学同期に佐藤元彦、大戸洋儀（鐘紡淀川－慶大監督）がいた。大戸によれば、当時の慶應義塾大学野球部には大都市出身者と地方出身者との間で軋轢のようなものがあったが、九州出身でありながら慶應義塾高校出身の渡辺がうまくクッション役になっていたと回顧している。また、下級生からも慕われており、一学年下の江藤省三や広野功の良き相談相手であったという。
1964年春季リーグの対立大2回戦（5月17日）では、東京六大学野球史上初の完全試合を達成している（慶大 1-0 立大）。投球数82、内野ゴロ11、内野飛球4、外野飛球5、奪三振7の内容であった。相手の立大も春季3位、土井正三をはじめプロ入りした選手が4名おり、決して弱い打線ではなかった。
1965年に南海ホークスへ入団。契約金は当時のプロ野球史上最高である5,000万円だった。1965年にはルーキーながら11試合に先発し、4勝をあげる。1966年にはシーズン後半に調子を上げ、皆川睦男、三浦清弘に次ぐ先発投手に成長。プロ生活最高成績となる16勝7敗を記録、規定投球回（リーグ3位、防御率2.12）にも達しリーグ優勝に貢献した。巨人との戦いとなったこの年の日本シリーズでは全6戦中4戦に先発、第2戦では完投勝利。シリーズは南海が2勝4敗で敗退し、渡辺の成績は1勝2敗であったが、パームボールを駆使した好投が認められ敢闘賞を受賞。
1967年にも15勝をあげ、オールスターゲームに初出場。しかし翌年は故障もあって低迷する。1969年には先発として復活し9勝を記録するが、それまでの酷使の影響もあって段々と登板機会が減り、1972年限りで引退した。
主にスライダーやシュート、チェンジアップを使い、得意のパームボールを決め球にしていた。大学同期であった大戸は、渡辺は手が小さく指も短かったので、指でボールを挟むフォークではなく、掌で握るパームボールを研究したのではないかと推測している。
引退後は野球界を去り、実家の鉄鋼業を継いで社長となった。
2018年2月10日には、宮崎県総合運動公園硬式野球場（サンマリンスタジアム宮崎）で行われた「読売巨人軍宮崎キャンプ60年記念 ジャイアンツvsホークス OB戦」に参加した。
2023年12月20日午前3時53分、福岡県飯塚市の病院で敗血症性ショックのため死去。81歳没。

## 詳細情報

### 年度別投手成績
| 年 度     | 球 団     | 登 板 | 先 発 | 完 投 | 完 封 | 無 四 球 | 勝 利 | 敗 戦 | セ 丨 ブ | ホ 丨 ル ド | 勝 率 | 打 者 | 投 球 回 | 被 安 打 | 被 本 塁 打 | 与 四 球 | 敬 遠 | 与 死 球 | 奪 三 振 | 暴 投 | ボ 丨 ク | 失 点 | 自 責 点 | 防 御 率 | W H I P |
| --------- | --------- | ----- | ----- | ----- | ----- | -------- | ----- | ----- | -------- | ----------- | ----- | ----- | -------- | -------- | ----------- | -------- | ----- | -------- | -------- | ----- | -------- | ----- | -------- | -------- | ------- |
| 1965      | 南海      | 25    | 11    | 1     | 0     | 0        | 4     | 4     | --       | --          | .500  | 372   | 89.1     | 73       | 8           | 39       | 1     | 1        | 80       | 4     | 0        | 31    | 27       | 2.73     | 1.25    |
| 1966      | 南海      | 42    | 34    | 12    | 8     | 2        | 16    | 7     | --       | --          | .696  | 917   | 233.2    | 191      | 19          | 42       | 0     | 4        | 148      | 2     | 0        | 64    | 55       | 2.12     | 1.00    |
| 1967      | 南海      | 50    | 34    | 10    | 1     | 5        | 15    | 18    | --       | --          | .455  | 994   | 249.0    | 219      | 26          | 51       | 2     | 4        | 136      | 3     | 0        | 98    | 89       | 3.22     | 1.08    |
| 1968      | 南海      | 13    | 8     | 0     | 0     | 0        | 2     | 2     | --       | --          | .500  | 166   | 39.1     | 45       | 5           | 10       | 0     | 3        | 18       | 0     | 0        | 24    | 24       | 5.54     | 1.40    |
| 1969      | 南海      | 36    | 30    | 10    | 4     | 2        | 9     | 17    | --       | --          | .346  | 785   | 193.1    | 171      | 27          | 60       | 0     | 5        | 79       | 2     | 1        | 82    | 76       | 3.54     | 1.19    |
| 1970      | 南海      | 16    | 11    | 1     | 0     | 0        | 3     | 3     | --       | --          | .500  | 272   | 62.2     | 60       | 7           | 28       | 2     | 0        | 26       | 0     | 0        | 34    | 29       | 4.14     | 1.40    |
| 1971      | 南海      | 13    | 10    | 1     | 1     | 0        | 1     | 6     | --       | --          | .143  | 234   | 52.0     | 66       | 13          | 17       | 1     | 1        | 21       | 0     | 2        | 41    | 39       | 6.75     | 1.60    |
| 1972      | 南海      | 26    | 8     | 1     | 0     | 0        | 4     | 1     | --       | --          | .800  | 289   | 68.1     | 68       | 14          | 25       | 0     | 2        | 24       | 0     | 0        | 33    | 29       | 3.84     | 1.36    |
| 通算：8年 | 通算：8年 | 221   | 146   | 36    | 14    | 9        | 54    | 58    | --       | --          | .482  | 4029  | 987.2    | 893      | 119         | 272      | 6     | 20       | 532      | 11    | 3        | 407   | 368      | 3.35     | 1.18    |

- 各年度の太字はリーグ最高

### 表彰
- 日本シリーズ敢闘賞：1回 （1966年）

### 記録
- 初登板：1965年4月22日、対東映フライヤーズ2回戦（後楽園球場）、5回裏に2番手で救援登板、3回2失点（自責点1）
- 初先発登板・初勝利・初先発勝利：1965年6月6日、対東京オリオンズ9回戦（大阪球場）、7回無失点
- 初安打：1965年9月19日、対西鉄ライオンズ26回戦（大阪球場）、稲尾和久から単打
- 初完投：1965年10月17日、対東映フライヤーズ28回戦（後楽園球場）、8回3失点で敗戦投手
- 初完投勝利・初完封：1966年5月11日、対西鉄ライオンズ5回戦（大阪球場）
- 初本塁打：1967年9月15日、対近鉄バファローズ20回戦（西京極球場）、7回表に川内八洲男からソロ
- オールスターゲーム出場：1回 （1967年）

### 背番号
- 20 （1965年 - 1972年）